# Goosmann
Goosmann ist ein aus dem Niederdeutschen stammender deutscher Nachname, der vor allem in Norddeutschland und den Niederlanden vorkommt. Etymologisch bezeichnet das zugrundeliegende Wort „Gose“ Kaufleute oder eine Weißbierart. Goosmann ist der Familienname folgender Personen:
- Heike Goosmann (* 1966), deutsche Schauspielerin und Journalistin
- Jana Hora-Goosmann (* 1967), deutsche Schauspielerin
- Meike Goosmann (* 1966), deutsche Jazzmusikerin
- Paul Goosmann (1906–1992), deutscher Pädagoge, Gewerkschafter und Politiker (SPD)
- Wilfried Goosmann († 2015), deutscher Medienmanager